# 晋烈公
晋烈公（？—前389年），姬姓，名止，中國戰國時期之晉國君主，晉幽公之子，《史記·六國年表》作晉幽公之弟。
前416年，晋幽公被杀；烈公即位。烈公十三年（前403年）發生三家分晋：从此魏國、韓國、赵国成为诸侯国。魏國控制晋国。烈公二十四年（前392年），太子喜出奔；烈公二十七年（前389年），烈公死。

## 在位年與西曆對照表
| 前任： 父晋幽公 | 战国晉國君主 前415年－前389年 | 繼任： 子晉孝公 |